# おでかけ小町組
おでかけ小町組（おでかけこまちぐみ）は毎日放送（MBSテレビ）で1988年10月11日から1989年1月31日まで放送された。視聴者参加バラエティー番組。

## 概要
女性視聴者5人が「おでかけ小町」を掛けて京阪神オールロケでゲームを繰り広げた。

## 出演
- 司会:ばんばひろふみ・笑福亭笑瓶・野沢直子
- ナレーション：松井昭憲（当時MBSアナウンサー）